# Juan Ibacache
Juan Manuel Ibacache Pizarro (* 1. Mai 1903 in Cabildo; † 3. August 1979) war ein chilenischer Fußballspieler. Der Torwart spielte vier Länderspiele für Chile und nahm an den Olympischen Sommerspielen 1928 in Amsterdam teil.

## Vereinskarriere
Juan Ibacache begann nach der Schulzeit auf den Plätzen von Nachbarn zu spielen. Nach seinem Militärdienst in der Hauptstadt ging er zum CD Carioca. Seine guten Leistungen sprachen sich auch bei anderen Teams herum und so wurde der erst kürzlich gegründete, aber ambitionierte CSD Colo-Colo auf ihn aufmerksam. Als Stammtorwart trug er zu Titeln von 1928 bis 1930 teil. Danach wechselte er zum CD Magallanes. Mit der Albiceleste gewann Ibacache die ersten drei Meisterschaften der 1933 neu geschaffenen Primera División.

## Nationalmannschaftskarriere
Juan Ibacache debütierte für die chilenische Nationalmannschaft im Dezember 1927 beim Freundschaftsspiel gegen Uruguay. Chile verlor knapp mit 2:3 gegen eines der zu dem Zeitpunkt besten Teams der Welt. Ibacache spielte zudem bei den Olympischen Sommerspielen 1928 in Amsterdam. Chile schied in der Vorrunde aus. Insgesamt absolvierte Ibacache vier Länderspiele.

## Erfolge
Colo-Colo
- Serie F de la Liga Central de Football de Santiago: 1928
- Liga Central de Football de Santiago: 1929
- División de Honor: 1930

Magallanes
- Chilenischer Meister: 1933, 1934, 1935
- Campeonato Relámpago Profesional: 1935